# 科普特禮天主教會
科普特禮天主教會（英語：Coptic Catholic Church）是東儀天主教會的23個成員之一，為天主教會的一部分，與教宗共融的屬於亞歷山大禮儀式傳統的個別教會，易言之是承認教宗權威的科普特禮儀教會，承認教宗的領袖地位。以歷史而言他們是亞歷山大科普特正教會的分支，現在它的信徒主要分布在埃及。
科普特禮天主教會由天主教科普特禮宗主教為首領，同時身兼科普特禮天主教亞歷山大教區正權主教。現任的科普特禮宗主教為易卜拉希姆·伊薩克·西德拉克，宗主教座堂為位於開羅郊區納賽爾城的埃及聖母堂。

## 歷史

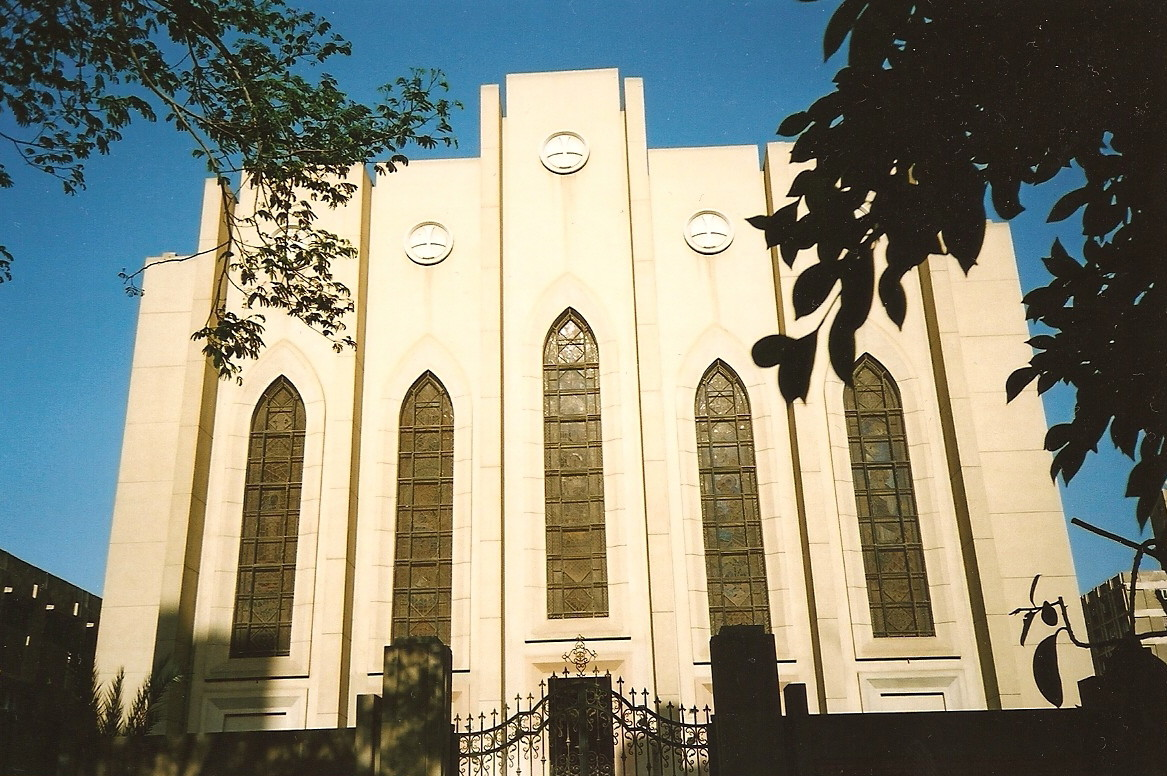
埃及聖母主教座堂

### 教宗詔書
在1442年2月4日舉辦的佛羅倫斯大公會議上，天主教會試圖和各禮儀的東正教會解決神學上的歧見與分裂的情形，其中一個科普特禮正教會代表團在會議中簽署文件，承認教宗尤金四世的詔書（英語：Cantate Domino ），但在缺少埃及的支持下，該文件並無多少效力。但這也是科普特禮教會和天主教會較為正式的互動。

### 修會傳教
17世紀，以方濟會會士為主的天主教傳教士開始陸續進入科普特。1630年，一個嘉布遣會的會所在開羅成立了，緊接著在1675年，耶穌會也進駐了。在這些修會的影響下移位亞歷山大科普特正教會的主教耶路撒冷的亞塔納修於1741年改宗天主教，並獲教宗本篤十四世任命為宗座代牧，管理極為少數的由科普特禮改宗的天主教徒。雖然最後亞塔納修回歸了亞歷山大科普特正教會，但是從他開始建立的天主教會聖統制還是由他人傳承下去。

### 設立宗主教
1824年教廷一度設立了一個科普特禮宗主教的職銜，但僅存於紙面上，主要是因為和奧匈帝國的一些文書誤解，而奧匈帝國直到1829年才允許科普特禮天主教徒建立自己的教會團體。
教宗良十三世於1895年重新設立了宗主教的職位。在1899年，他任命一位主教西里爾·馬卡李奧為宗主教西里爾二世。不過西里爾於1908年因為捲入爭議而遭到撤職。宗主教一職空缺到1947年才得以遞補，這段時間僅由宗座署理管理科普特禮天主教徒。

## 現況

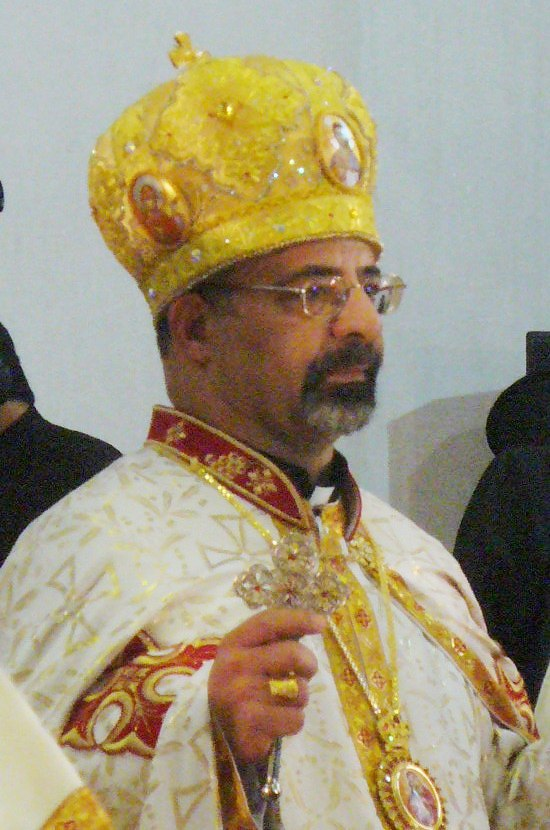
現任宗主教易卜拉希姆·伊薩克·西德拉克

現時，科普特禮天主教會教座位於在埃及的亞歷山大。在埃及設立了一個宗主教區和七個教區。教會由天主教科普特禮宗主教帶領七個主教和約243名神職人員，設立了161個堂區和163,630名信徒。現在該教會主要使用埃及語和科普特語，作為禮儀中的主要語言。

### 教育及醫療
現時，在開羅郊區設立一所神學院名為聖利奧宗主教神學院（英語：St. Leo's Patriarchal Seminary）。她是為科普特禮天主教會的修士設立的。而該會也管理超過100所中小學。及幾所醫院、診所和孤兒院。

## 教區
- 科普特禮天主教亞歷山大宗主教區
  - 科普特禮天主教亞歷山大教區
  - 科普特禮天主教艾斯尤特教區
  - 科普特禮天主教吉薩教區
  - 科普特禮天主教伊斯梅利亞教區
  - 科普特禮天主教盧克索教區
  - 科普特禮天主教明亞教區
  - 科普特禮天主教索哈傑教區

### 統計
| 教區                         | 信徒   | 堂區 | 教區神父 | 修會神父 | 終身執事 | 修士 | 修女 |
| ---------------------------- | ------ | ---- | -------- | -------- | -------- | ---- | ---- |
| 科普特禮天主教亞歷山大教區   | 28,345 | 32   | 42       | 24       | 0        | 61   | 131  |
| 科普特禮天主教艾斯尤特教區   | 50,000 | 39   | 53       | 5        | 0        | 5    | 65   |
| 科普特禮天主教吉薩教區       | 5,945  | 8    | 9        | 3        | 0        | 14   | 40   |
| 科普特禮天主教伊斯梅利亞教區 | 7,700  | 15   | 11       | 4        | 2        | 4    | 61   |
| 科普特禮天主教盧克索教區     | 18,600 | 21   | 9        | 15       | 0        | 15   | 66   |
| 科普特禮天主教明亞教區       | NA     | NA   | NA       | NA       | NA       | NA   | NA   |
| 科普特禮天主教索哈傑教區     | 12,510 | 20   | 24       | 0        | 0        | 0    | 26   |

## 修會
該教會現時並沒有科普特人的修道院。相反，教會有三個女修道宗教團體，她們的名字分別是：聖心小姐妹修會（英語： Sisters of the Sacred Heart）、科普特耶穌聖母修會（英語：Coptic Sisters of Jesus and Mary ）（註：以上兩者設在埃及）、耶穌小姐妹修會埃及教省（英語：the Egyptian Province of the Little Sisters of Jesus）。同時也有一個男修道團體，她名為方濟各會（英語：Franciscans）。